# Contea di Corowa
La contea di Corowa è una Local Government Area che si trova nel Nuovo Galles del Sud. Essa si estende su una superficie di 2.324 chilometri quadrati e ha una popolazione di 11.773 abitanti. La sede del consiglio si trova a Corowa.